# Закон о разделении церквей и государства (Франция)
Французский Закон о разделении церквей и государства от 9 декабря 1905 года (фр. Loi du 9 décembre 1905 concernant la séparation des Eglises et de l'Etat) стал первым законом, положившим начало процессу полного отделения церкви от государства в социально-экономических условиях, приближенных к жизни современного общества. Был разработан левоцентристким правительством Эмиля Комба.
В самой Франции процесс перехода к лаицизму (1905—1906) прошёл в целом без массовых потрясений, так как французское общество было к нему морально готово. Более того, такт и дипломатичность главного идеолога закона — Аристида Бриана, позволили ему убедить и многих верующих католиков в готовности французского общества к таким переменам. Тем не менее, принятие закона и последовавшие волнения в стране вызвали отставку правительства, продержавшегося у власти лишь один год и 25 дней.
Постулаты данного закона позднее легли в основу подобных указов о секуляризации общественной жизни в СССР, Турции и других странах.

## Основные положения
- По закону гражданам было гарантировано право на труд без указания принадлежности к той или иной конфессии.[1]
- Французская республика более не признавала, не оплачивала и не субсидировала церкви. 1 января 1906 г. был ликвидирован государственный бюджет финансирования культов, до нуля сократились расходы на них на уровне департаментов и общин. Эльзас и часть Лотарингии в тот момент принадлежали Германии, поэтому на эти регионы действие закона не распространялось и не распространяется до сих пор.
- Несмотря на возражения папы Пия Х, всё имущество церкви и все связанные с ним обязательства передавались различным религиозным ассоциациям верующих. Обслуживающие их священники были отправлены на пенсию за государственный счёт.
- С поправками 1908 года, объекты «религиозного наследия» Франции (обширный список зданий, включающий около 70 храмов только в Париже), перешли в государственную собственность, а католическая церковь получила право вечного безвозмездного пользования[2]. Это, по сути, исключение из своей же статьи 2, которая запрещает субсидирование религии (статья 19 закона прямо утверждает, что «расходы на поддержание памятников не являются субсидиями»)[2]. Этот же закон установил право публики на свободное посещение зданий, перечисленных в списке.

## Протесты
Отделение церкви от государства вызывало нападки с двух сторон. Правые и клерикалы критиковали его за нарушение моральных устоев в стране, за нарушение права собственности, за отнятие у церкви привилегированного положения в государстве, за нарушение свободы совести. Социалисты и прочие левые силы, набиравшие оборот, упрекали правительство в мягкотелости и непоследовательности; указывая на то, что бывшие церковные имущества были приобретены церковью благодаря самому государству, а следовательно они изначально являлись общественным достоянием.